# Viry-Noureuil
Viry-Noureuil is een gemeente in het Franse departement Aisne (regio Hauts-de-France). De plaats maakt deel uit van het arrondissement Laon. Viry-Noureuil telde op 1 januari 2022 1.682 inwoners. 

## Geografie
De oppervlakte van Viry-Noureuil bedroeg op 1 januari 2022 17,76 vierkante kilometer; de bevolkingsdichtheid was toen 94,7 inwoners per km².
De onderstaande kaart toont de ligging van Viry-Noureuil met de belangrijkste infrastructuur en aangrenzende gemeenten.

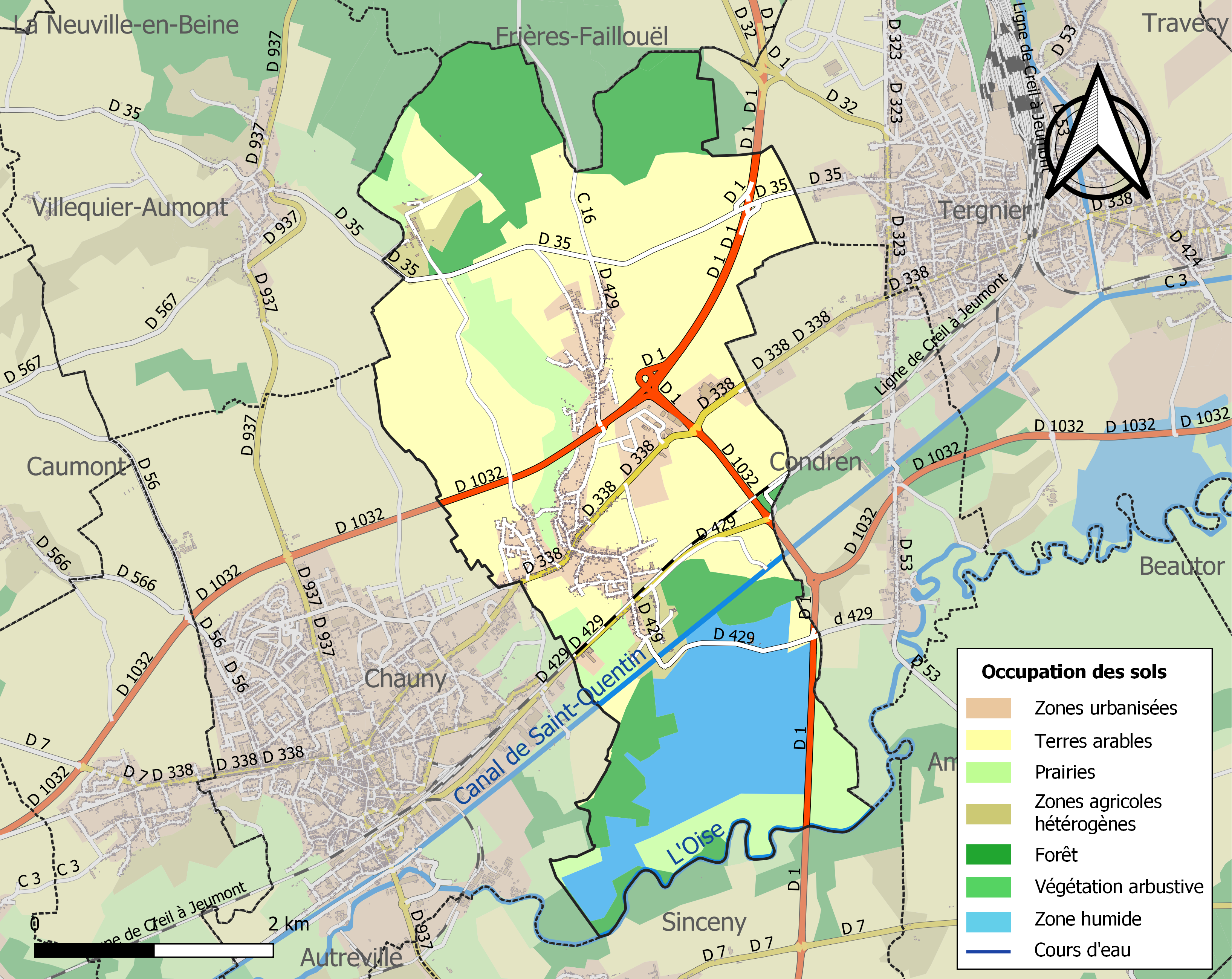

## Verkeer en vervoer
In de gemeente ligt spoorwegstation Viry-Noureuil.

## Demografie
Onderstaande figuur toont het verloop van het inwonertal (bron: INSEE-tellingen).
Vanwege een beveiligingsprobleem met de MediaWiki Graph-software is het momenteel niet mogelijk deze grafiek weer te geven. Zodra de software is bijgewerkt zal de grafiek vanzelf weer zichtbaar worden.